# 冠状静脈洞
冠状静脈洞（かんじょうじょうみゃくどう、英: coronary sinus、言語は ラテン語  coronaで意味は'crown（冠）'）はヒトの心臓で最大の静脈である。冠静脈洞とも呼ばれる。心筋からの脱酸素化血液の半分以上を右心房に排出する。心臓の後面、左心房と左心室の間に始まり、大心臓静脈と左心房斜静脈の合流点から始まる。複数の分枝がある。心臓の後面に沿って房室間溝を横切り、冠状静脈洞開口部（通常はテベシウス弁が付着している）で右心房に接続する。

## 構造

### 起始
冠状静脈洞は心臓の後面において左心房と左心室の間に生じる。 冠状静脈洞は大心臓静脈と左心房斜静脈の合流点で始まる 。冠状静脈洞の起始点は、大心臓静脈の終点に位置するVieussens弁が目印となる。

### 経路
冠状静脈洞は心臓の後面の左房室間溝を横断する。静脈洞は右心房に入る前に著しく拡張し、直径は最大12mmとなる。

### 終末
冠状静脈の血液は右心房後壁を通って冠状静脈洞開口部で排出される。この開口部は右心房の後下部に位置し、下大静脈の開口部のすぐ内側左側にあり、下大静脈と右房室口（または三尖弁）の間にある。冠状動脈開口部には通常、テベシウス弁（右心房への開口部の前下部にある薄い三日月形の弁）がある。

### 分枝
冠状静脈洞は主に小心臓静脈、中心臓静脈、大心臓静脈、およびマーシャル静脈から血液を受け取る。また左辺縁静脈と左後心室静脈からも血液を受け取る。
- 大心臓静脈（英語版）（前室間溝（英語版）を上方に走り、左冠状溝（英語版）で冠状静脈洞を形成する）[10]
- 中心臓静脈（英語版）（後室間溝（英語版）を上昇して冠状静脈洞に排出する）[10]
- 小心臓静脈（英語版）（右房室溝で右冠状動脈（英語版）に伴走し、冠状静脈洞の右側に排出する）[10]
- 左心室後静脈（英語版）（鈍縁枝（英語版）に伴走し、左心室後壁を上昇して冠状静脈洞に排出する）[10]

マーシャル静脈を除く全ての静脈は、冠状静脈洞との接合部に弁を持つ。
前心臓静脈は冠状静脈洞には排出せず、直接右心房に排出する。テベシウス静脈として知られる小静脈は、心臓の4つの心腔の全てに存在し、いずれかに直接静脈血を排出する。

### 微細解剖
冠状静脈洞の壁は部分的に筋性である。

## 機能
冠状静脈洞は心臓の血液供給の約55%の静脈還流を担う。冠状静脈洞は交感神経、副交感神経双方の神経支配を受けている。
電極を冠状静脈洞に挿入して心臓の電気生理学的情報が得られる。これは冠状静脈洞心電図という。冠状静脈洞は右心房と直接つながっており、肺高血圧症などの右心房圧上昇を引き起こすあらゆる状態の結果として拡張する。 拡張した冠状静脈洞は、左上大静脈遺残や総肺静脈還流異常症などの先天性心疾患でも見られる。
心臓再同期療法（CRT）のペーシングリード留置手技においては、リードを冠状静脈系に挿入するのが重要である。しかし、冠状静脈洞（CS）の解剖学的構成には大きな変動があり、心臓専門医は処置中にその特徴を評価する必要がある。左心室電極の血管内植込みは、CSの独特な解剖学的特徴により困難が生じることがある。
人工心肺を用いた開心術においては、逆行性冠灌流のために、心筋保護液は冠状静脈洞から注入される。注入が正常に行われているかどうかは注入に用いるカニューレの先端圧で評価されるが、経食道心エコーでも可能である。

## 追加画像

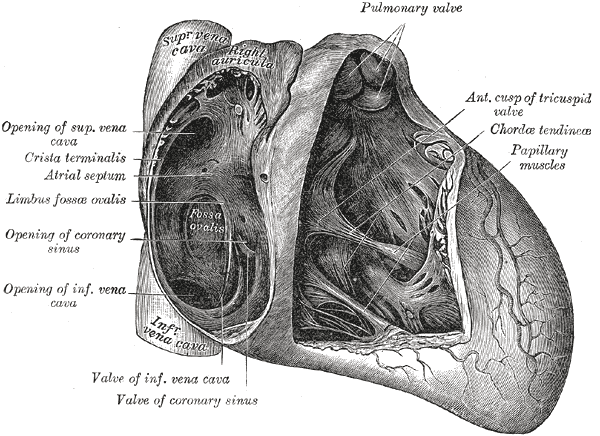
心臓内部、前方からの視点。冠状静脈洞開口部（Opening of coronary sinus）が左側に見える。
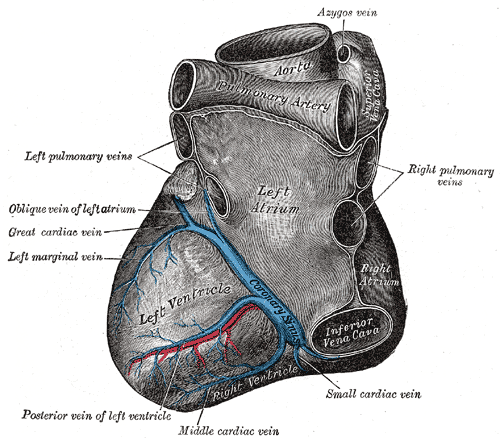
心臓の後面（後側）、冠状静脈洞（青）が標識されている